# Banco Bilbao Vizcaya Argentaria
Banco Bilbao Vizcaya Argentaria, S.A. (BBVA) er spansk multinational bank- og finanskoncern med hovedkvarter i Madrid og Bilbao. Virksomhedens forretningsomfang omfatter bank, forsikring og formueforvaltning. Omsætningen var i 2021 på 21,06 mia. euro og der var 110.432 ansatte. Banken er tilstede i mere end 30 lande, har 74,5 mio. kunder og 7.963 kontorer.

## Historie
BBVA's historie begyndte i 1857 i Bilbao, hvor the Board of Trade godkendte etableringen af Banco de Bilbao som en udstedelses- og discountbank.
Banco de Vizcaya blev etableret i 1901 i Bilbao. I 1989 fusionerede Banco de Bilbao og Banco de Vizcaya.